# Baklava
Baklava uitspraakⓘ (Turks: baklava; Grieks: Μπακλαβάς; Azerbeidzjaans: Paxlava; Arabisch: بقلاوة, baqlāwaḧ; Armeens: փախլավա ,pʼaḫlawa) is een gebak dat bestaat uit laagjes filodeeg gevuld met gemalen walnoot of pistache doordrenkt met suikersiroop of honing.
Baklava kan als dessert worden gegeten. Baklava wordt vooral verkocht in landen van de Balkan tot het Midden-Oosten. In België en Nederland wordt het geserveerd als dessert in Griekse en Turkse restaurants. Vaak wordt de baklava op een grote schaal gemaakt en vervolgens in kleine stukjes gesneden. Er wordt vaak koffie bij gedronken en in toeristische gebieden wordt de baklava vaak met een bolletje ijs geserveerd.

## Naam
Het woord baklava is afkomstig van het Osmaanse woord باقلوا (baklava), dat uiteindelijk van onzekere oorsprong is.

## Oorsprong
De oorsprong van baklava is onduidelijk, verschillende groeperingen claimen de oorsprong van het dessert wat vaak leidt tot onderlinge discussies.
- Een van de theorieën gaat ervan uit dat de Assyriërs 800 v.Chr. baklava uitgevonden hebben. Griekse kooplieden haalden het vervolgens naar Griekenland toe. Toentertijd bestond het uit een aantal broodlagen met walnoten ertussen en een toevoeging van honing, vervolgens werd het gebakken in hun primitieve houtovens.[3]
- In De agri cultura, geschreven door Cato in het jaar 160 v.Chr., wordt baklava als een Grieks gerecht beschreven dat bestaat uit gestapeld deeg gevuld met noten waarover honing wordt gegoten. Historici en linguïsten als Andrew Alby erkennen deze theorie.[4]
- Door Turken wordt beweerd dat het gerecht Turks zou zijn en dat de overheersing door het Ottomaanse Rijk van Griekenland, Armenië en delen van het Midden-Oosten heeft geleid tot het claimen ervan door andere landen.
- Door Bosniakken wordt beweerd dat het gerecht Bosnisch zou zijn.

De Turkse stad Gaziantep is beroemd vanwege deze specialiteit hoewel die pas in 1871 via Damascus naar Gaziantep is gebracht. In 2008 heeft het Turkse patentbureau een Geographical Indication Certificate voor "Antep Baklava" geregistreerd.

## Variaties
Er zijn allerlei varianten waarbij ook wel kaneel, kardemom, kruidnagel, citroenrasp, sinaasappelrasp, rozenwater en vanillesuiker worden toegevoegd. Naast pistache en walnoot wordt ook wel amandel, hazelnoot of pecannoot gebruikt.
Er is ook een Tunesische variant van baklava. Deze is in de Arabische landen bekender dan de Turkse. Bij de Tunesische baklava wordt honing met gemalen stukjes noot gemengd tot een massa en over de baklava uitgesmeerd. Bij de Turkse variant wordt de baklava overgoten met zoete siroop of honing.

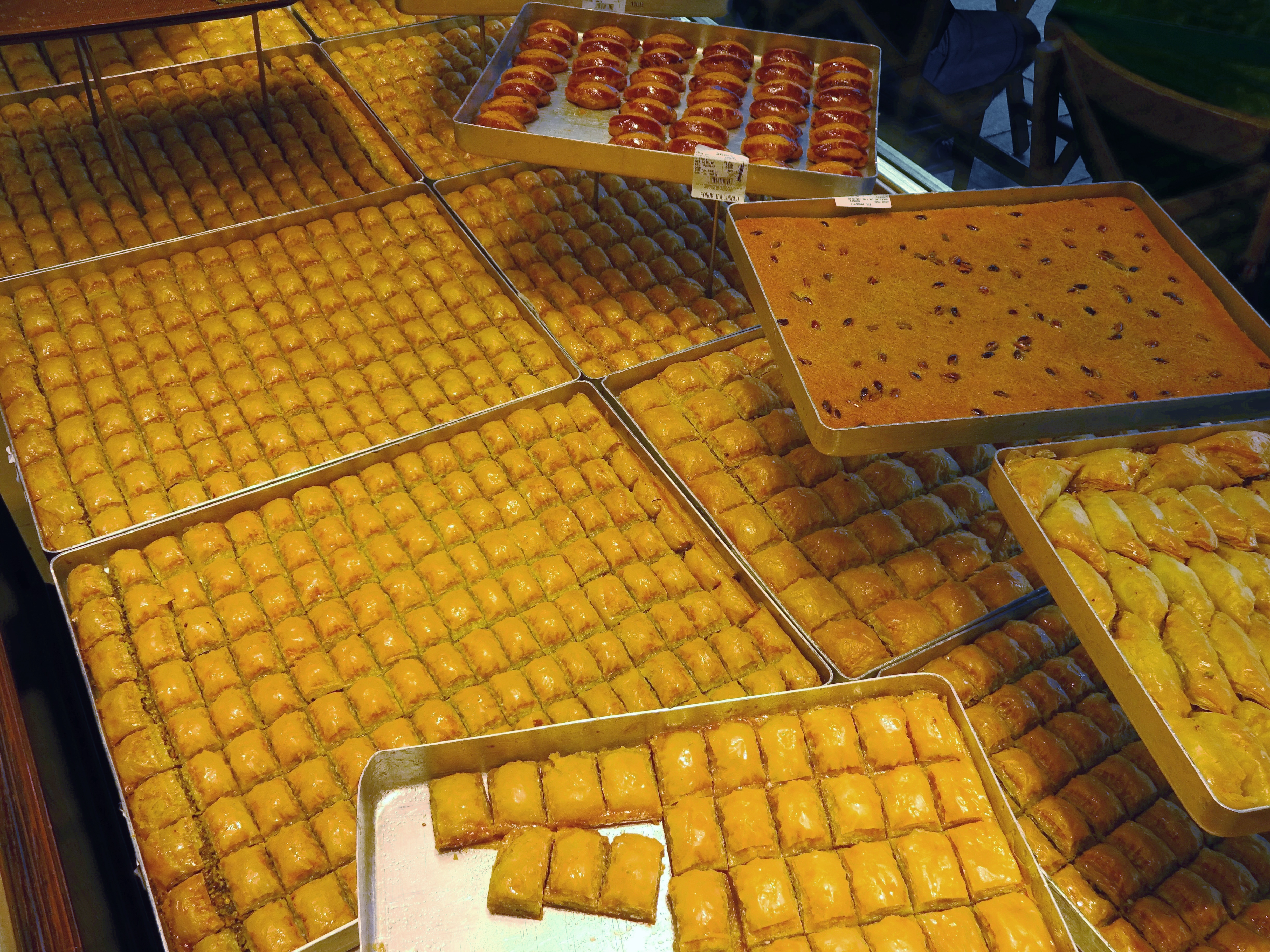
Grote bakplaten die gebruikt worden voor de bereiding van baklava
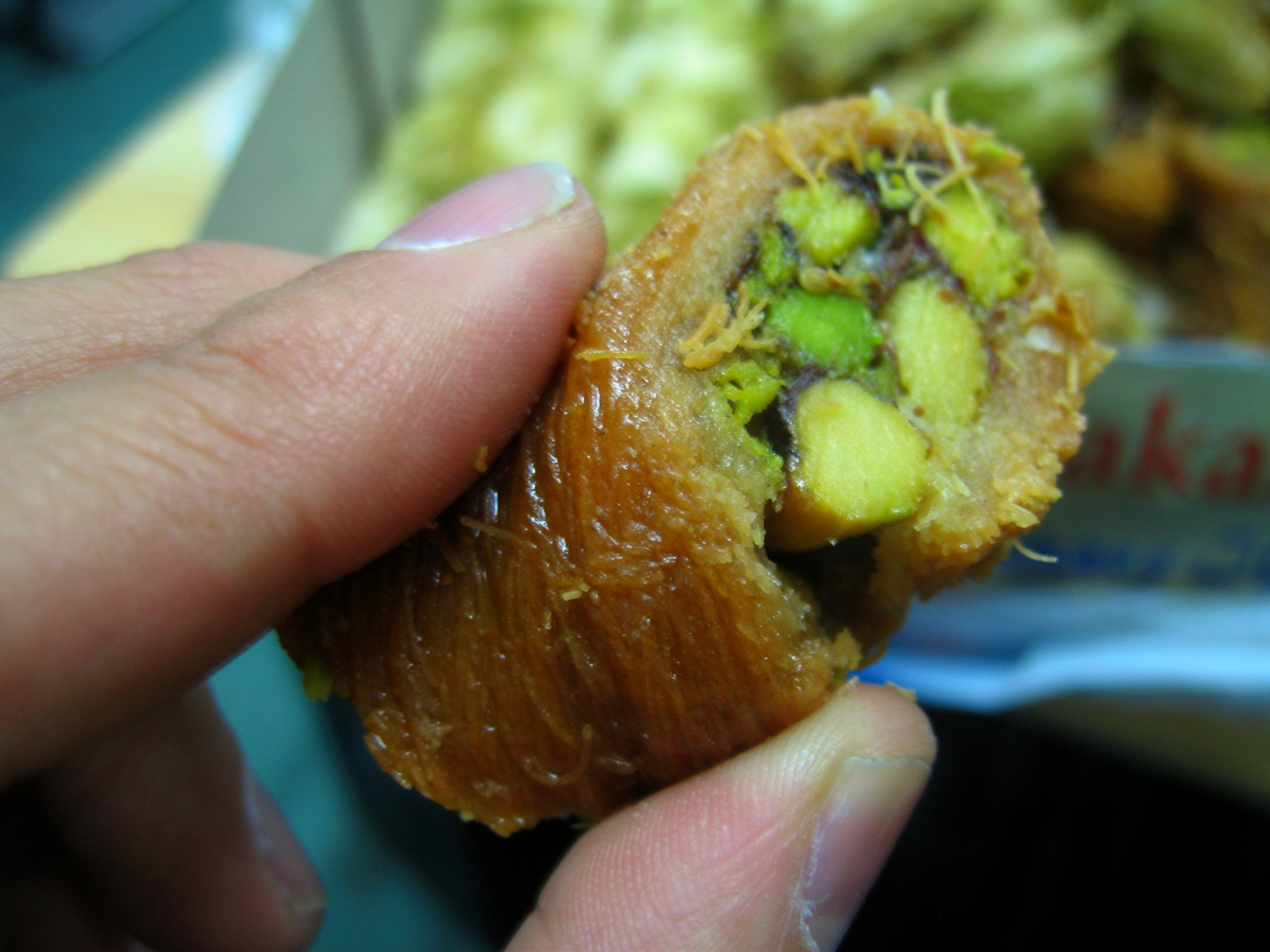
Iraakse baklava
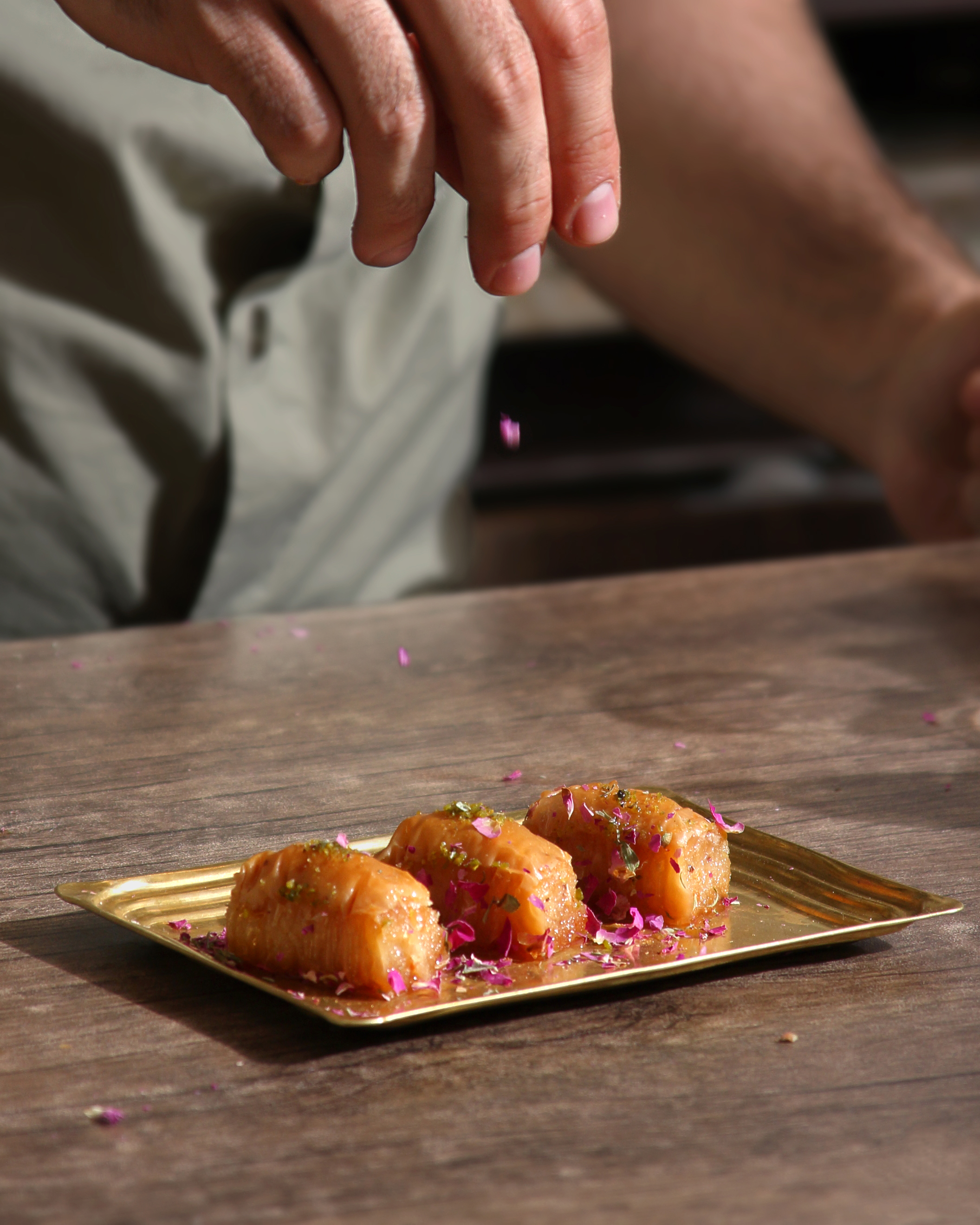
Iraanse baklava